# Église Notre-Dame-del-Roure de Taillet
Pour les articles homonymes, voir église Notre-Dame-del-Roure.
L'église Notre-Dame-del-Roure (Santa Maria de la Roure en catalan) est une église située à Taillet, dans le département français des Pyrénées-Orientales. Le bâtiment est classé monument historique. 

## Localisation
L'église se trouve dans le secteur sud-est du territoire de Taillet, à l'est du Mas Sala et du Puig de la Carretal. Elle domine le hameau qui a pris son nom.

## Histoire
La première mention de cette église remonte à l'an 1288 (S. Maria de Ruyra). En 1371 elle est de nouveau mentionnée: eccl. Sce. Marie de la Ruyra.  Ces deux références laissent penser que le nom original du sanctuaire était Santa Maria de la Rovira.
En 1381 la chapelle reçoit la visite de Ramon de Vallbona, mais avec la disparition de l'abbaye, elle passe en 1578 aux mains des seigneurs d'Oms. On connaît deux noms de titulaires du bénéfice de l'ermitage: Joachim Balderan, en 1715 et Jean-Laurent d'Aguillon, en 1768, anciennement de la Cathédrale Saint-Jean-Baptiste de Perpignan. 
La totalité de l'église est inscrite aux monuments historiques depuis le 7 juin 2006.

## Architecture et mobilier
Il s'agit d'une église du XIIe siècle de nef unique avec un chœur de petite taille. La façade ouest est couronnée par un clocher-mur avec deux cloches. À l'intérieur on peut y admirer un retable, lequel ferme l'abside où se trouvent plusieurs peintures murales de grand intérêt. De fait, l'existence du retable a permis la protection de ces peintures durant de nombreuses années.

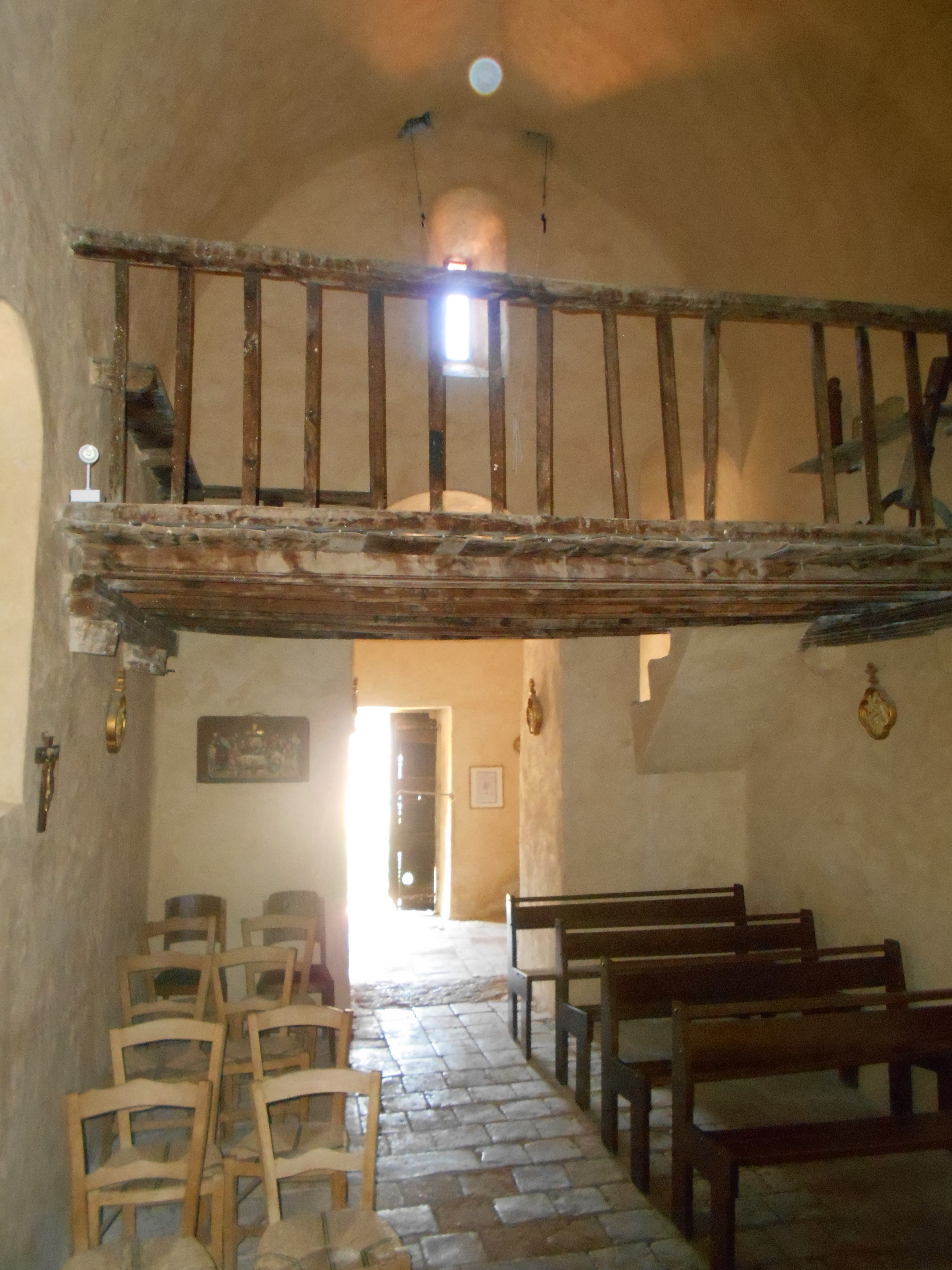
Vue de la nef
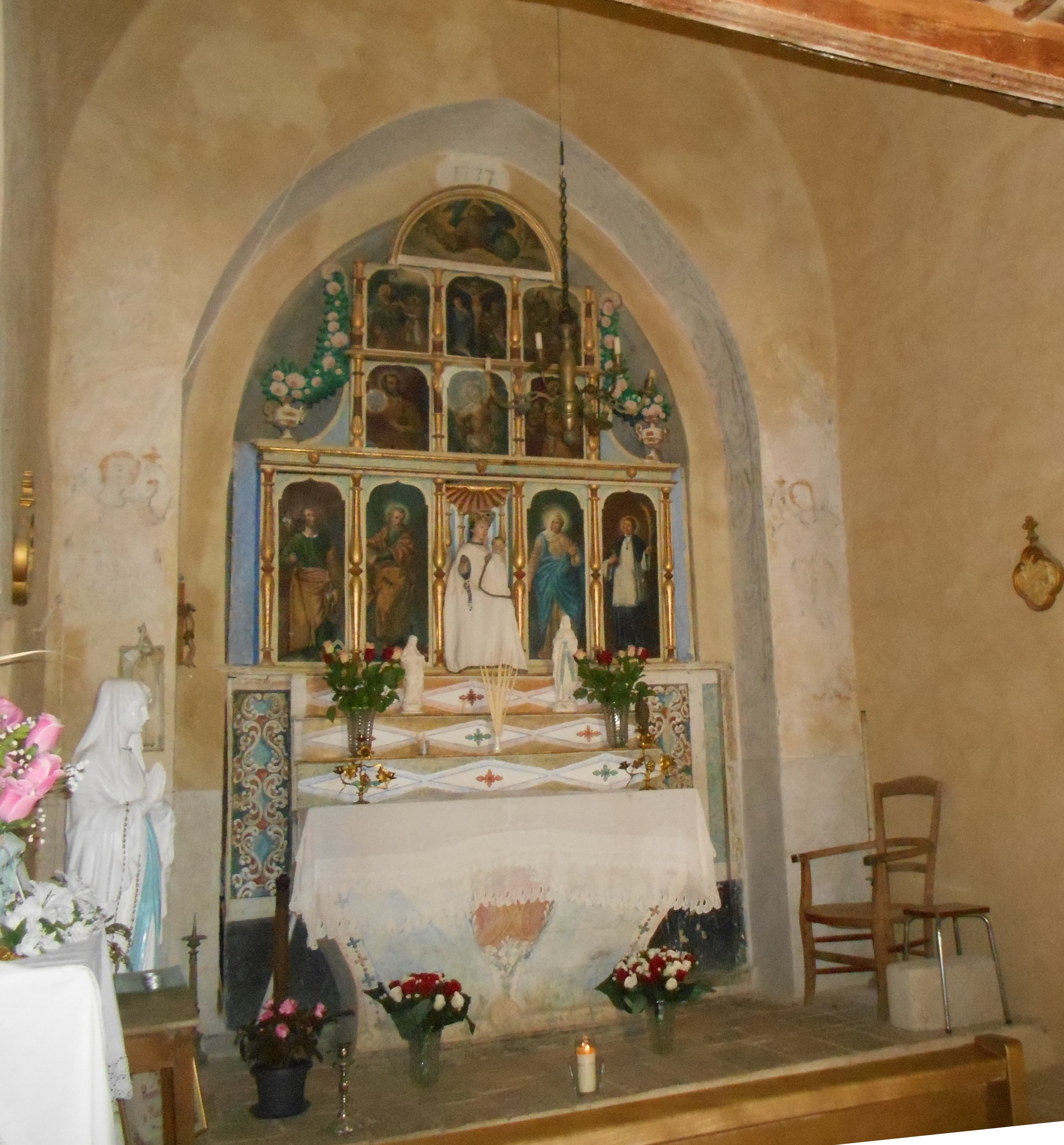
L'abside (à l'arrière du retable se trouvent les peintures
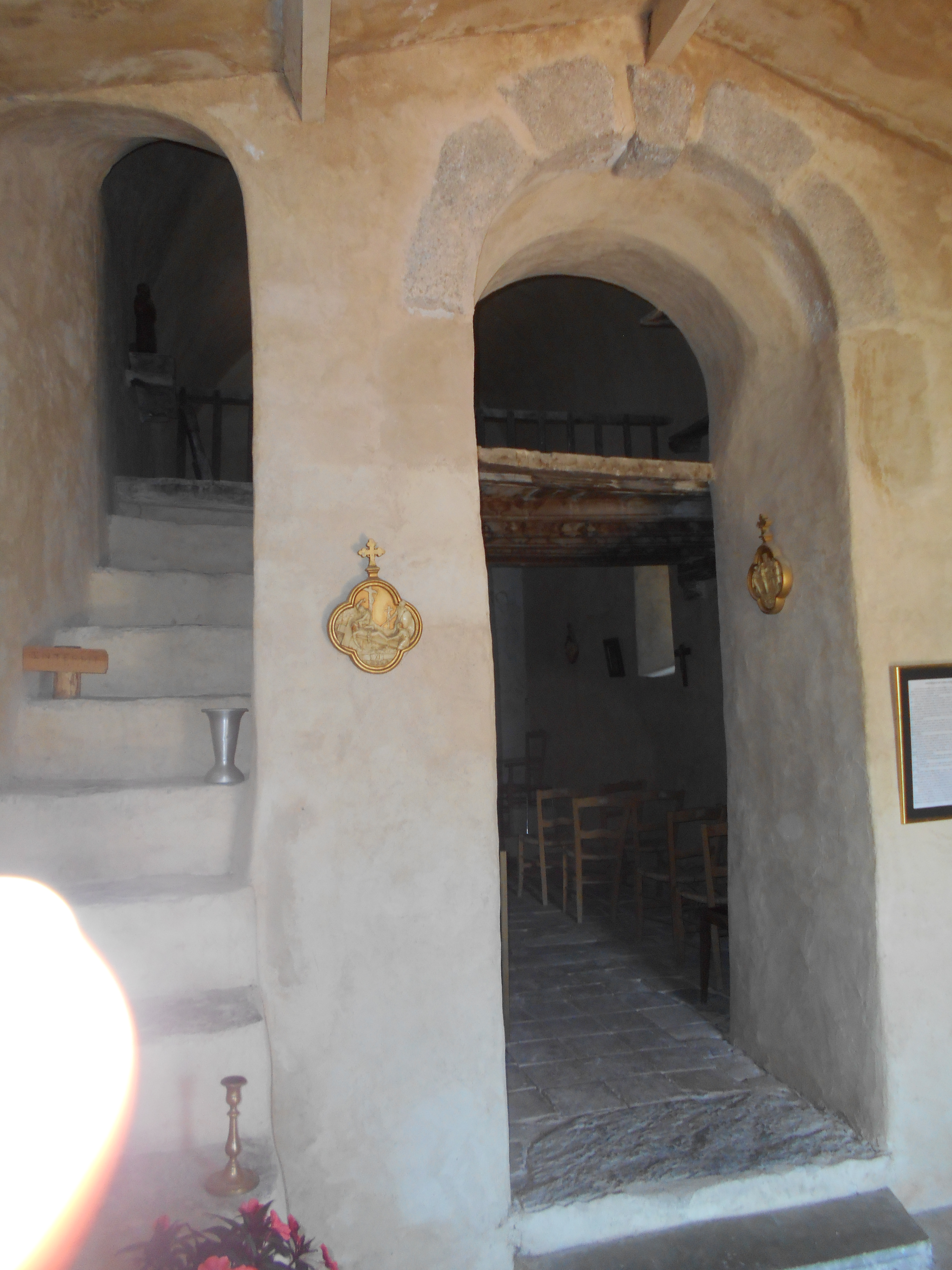
L'atrium: porte de l'église et escalier du choeur

## Légende de l'icône de la Vierge Marie
Le lieu aurait été une destination de pèlerinage après la découverte fortuite d'une image primitive de la Vierge Marie. Suivant la légende, un bœuf qui paissait dans un pré (à présent nommé Camp de Maria) venait souvent près d'un chêne; le petit berger qui s'en occupait s'en rapprocha et découvrit l'icône de la Vierge au sommet de l'arbre. Non loin de là, et aux frais de l'abbé de Santa Maria de Vallbona, propriétaire des terres, on aurait alors bâti aux alentours des années 1100 un temple pour accueillir l'icône. La légende s'avère en contradiction avec la chronologie, dans la mesure où cette abbaye ne fut fondée qu'en 1242. L'ermitage serait néanmoins selon toute vraisemblance une de ses premières possessions.

## Photographies

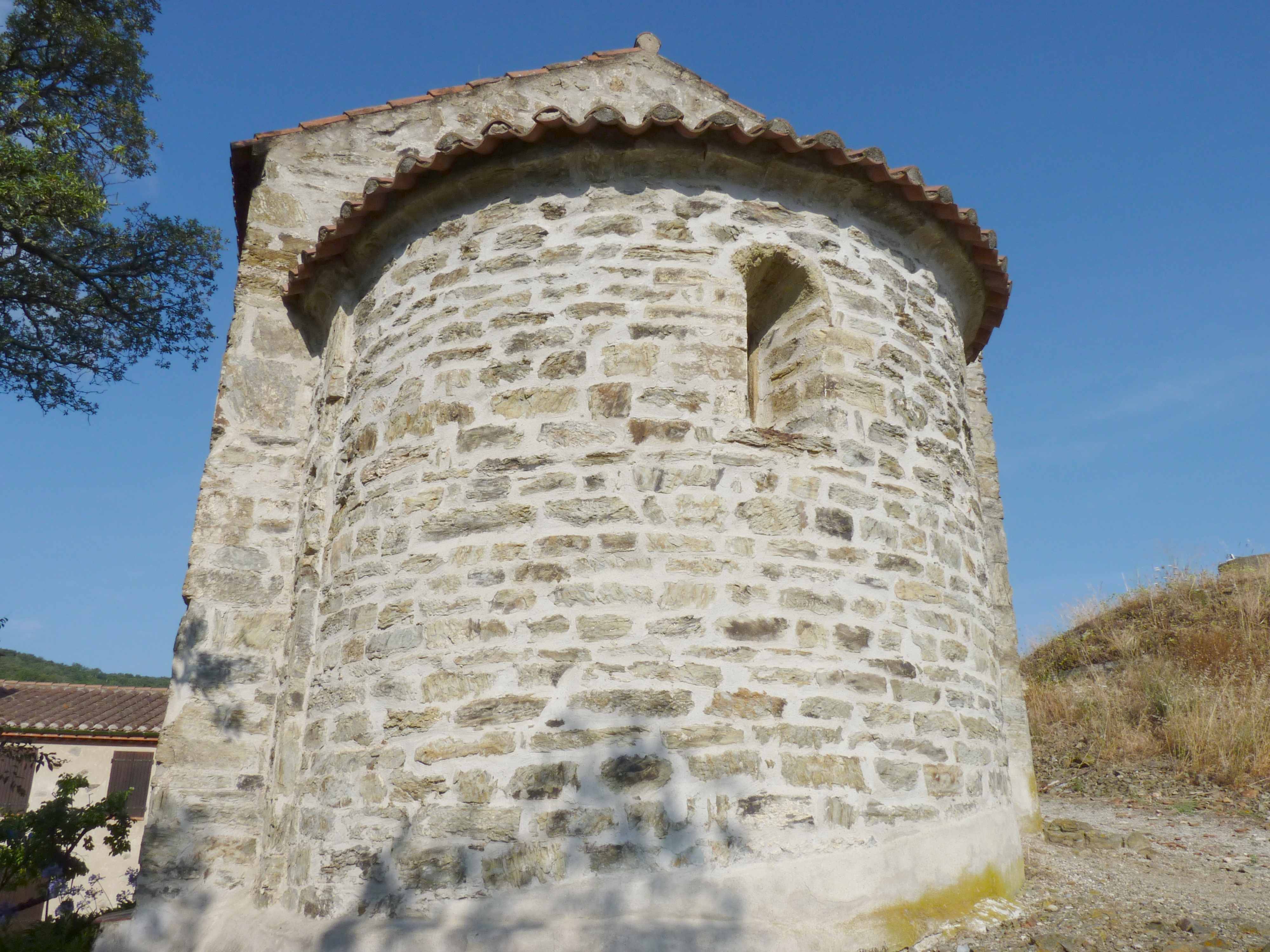
Vue de l'abside
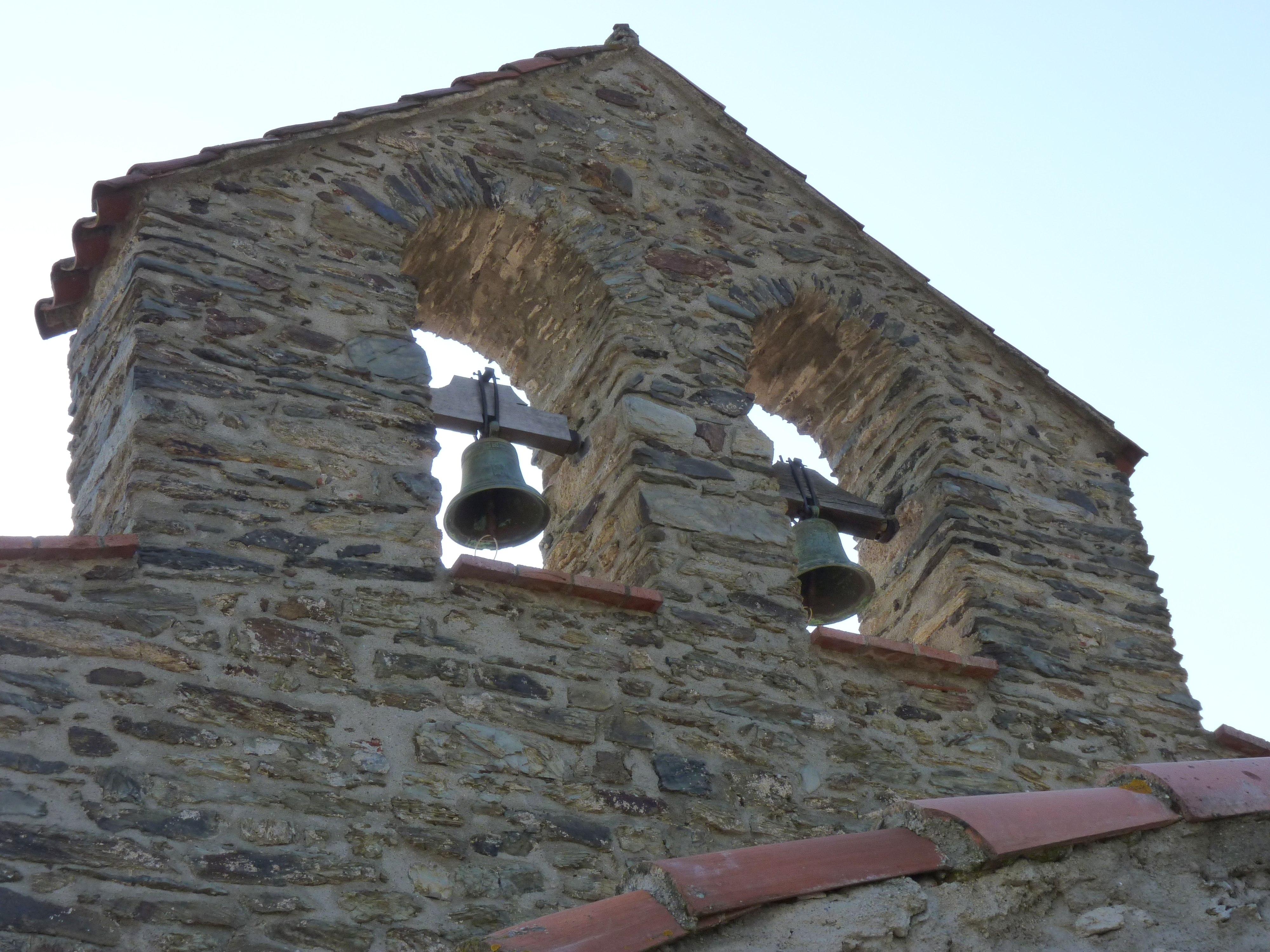
Vue du clocher